# Aurelia de tribunis plebis
Aurelia de tribunis plebis va ser una llei romana instada per Gai Aureli Cotta, cònsol juntament a Luci Octavi l'any 678 de la fundació de Roma (75 aC). Establia que els tribuns de la plebs poguessin optar a altres magistratures, cosa que havia estat prohibida anteriorment per una llei de Luci Corneli Sul·la.